# Diviziunea Orientală

Harta Diviziunii Orientale.

Diviziunea Orientală este una din cele patru diviziuni teritoriale din insulele Fiji.
Este formată din provincia Kadavu, provincia Lau, provincia Lomaiviti și Rotuma.
Capitala diviziunii este Levuka, pe insula Ovalau. Alte insule din diviziune includ Kadavu, Gau, Koro, Nairai, Moala, Matuku, Vatu Vara, Naitaba, Mago, Cicia, Tuvuca, Lakeba, Vanua Vatu, Oneata, Vuaqava, Kabara, Moce și Fulaga.
Diviziunea este cea mai mare ca suprafață (incluzând marea), dar are cea mai mică suprafață terestră. Diviziunea are granițe pe mare cu diviziunile Centrală, Nordică și Occidentală.